# Балдово (Куявсько-Поморське воєводство)
Балдово (пол. Bałdowo) — село в Польщі, у гміні Вельґе Ліпновського повіту Куявсько-Поморського воєводства.
У 1975-1998 роках село належало до Влоцлавського воєводства.